# シリンジポンプ

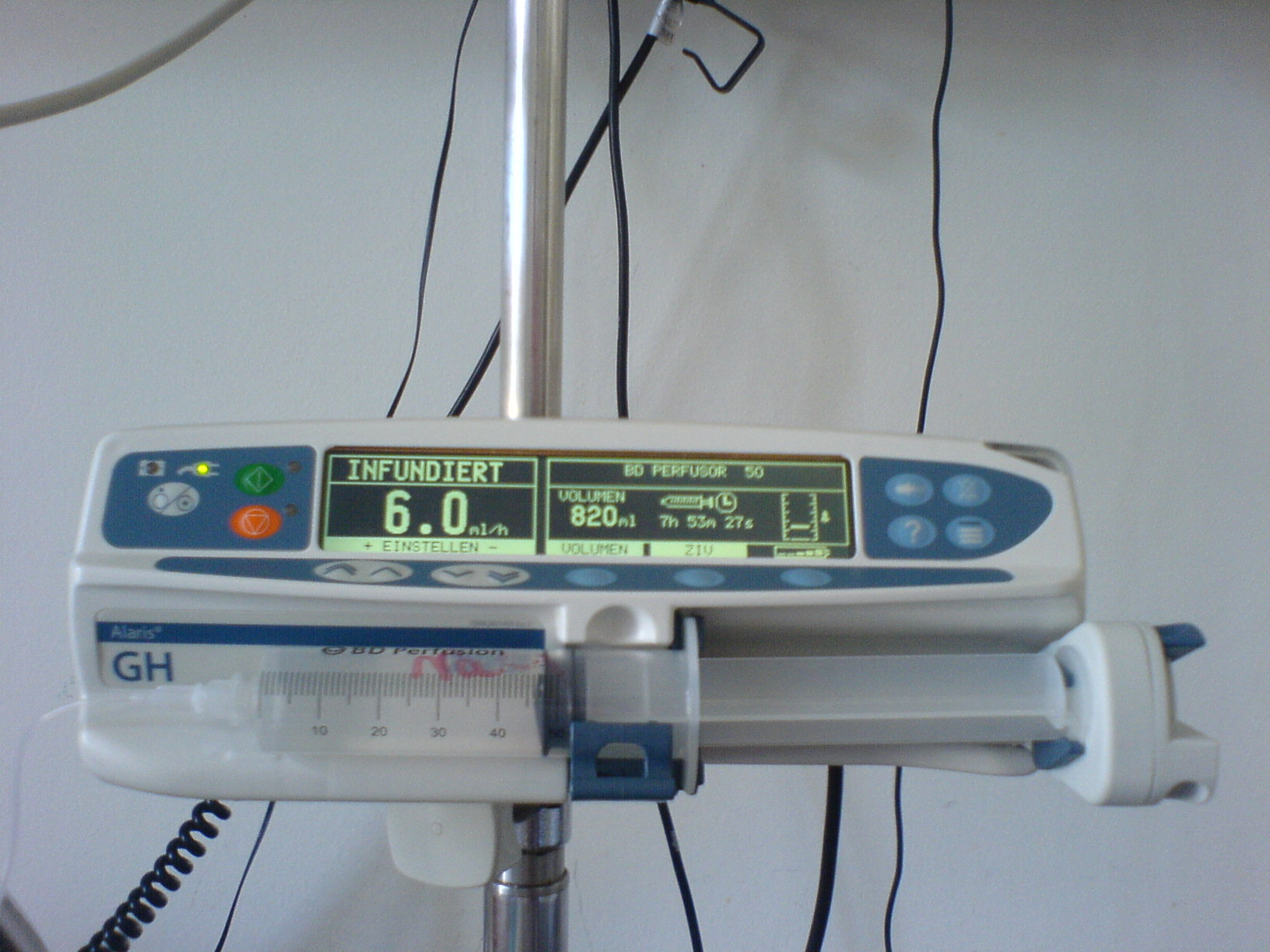
Alaris® BD Perfusor

シリンジポンプ（syringe driver）とは、点滴静脈注射を施行する際に利便性と安全性を高めるために使用される医療機器であり、輸液ポンプより少量で、より正確な輸注を必要とする際に使用する。

## 用途
- 精密持続注入を必要とする薬剤（半減期が短い）が多用される手術室や集中治療室で多く用いられる。
- 動物実験においても多用される。ラットやマウスなど、実験動物のほとんどは体重が少ないために、薬剤も輸液も精密持続注入が必要となるためである。

## 輸液ポンプとの相違点
- 弾力のあるチューブを利用する輸液ポンプと比べ、剛性のある注射器を使用するため正確な輸注ができる。
- 屈折率のセンサーは搭載されていないため空気の混入を検知できない。

## 注意点
- 多くの使い捨て注射器はピストンの先端にゴムを使用しているため、薬液がなくなってもゴムの弾性が押し子の力を吸収している間は終了アラームが鳴らない。
- 輸液開始時はピストンのゴムが外筒に固着していることがあるため、注入速度が安定しない。ピストンを動かして滑りを良くしてから開始することが望ましい。
- 高圧アラーム時には輸液チューブが薬液で膨張しているため、循環作動薬などを使用している場合には閉塞を解除する前に減圧する必要がある。
- ピストンを押さえる装置は若干の遊びがあり、チューブの落差によって自然に薬液が少量流れてしまう（パスカルの原理）。輸液開始時にはこの流出がおさまってから点滴ラインに接続する。